# 광주대학교
광주대학교(光州大學校, Gwangju University)는 대한민국 광주광역시에 있는 사립 대학이다.

## 역사
광주대학교는 1980년에 설립한 광주경상전문대학을 모체로 하며 1983년 3월에 4년제 대학으로 승격하였다. 설립자는 학교법인 백인학원의 고 김인곤 선생이 설립했으며 초대학장을 역임했다. 4년제 대학으로 승격한 이후, 1988년에 광주경상대학으로 교명을 변경했으며 1989년에는 종합대학으로 승격되면서 학교 명칭을 광주대학교로 개칭하여 오늘에 이르고 있다.

## 구성

### 보건복지교육대학
사회복지학부　청소년상담・평생교육학과　유아교육과 간호학과　언어치료학과 심리학과　작업치료학과　대체의학과　스포츠레저학과　보건행정학부(2017년도 관리º공학 통합) 식품영양학과　뷰티미용학과

### 인문사회과학대학
경찰・법・행정학부　소방행정학과　사이버보안경찰학과　신문방송학과　광고이벤트학과
영어영문학과　일본어학과　중국어학과　한국어교육과　문헌정보학과

### 경영대학
경영학과　회계세무학과　글로벌경영학과　물류유통경영학과　부동산・금융학과
관광학과　호텔경영학과　스튜어디스학과 호텔조리학과

### 공과대학
컴퓨터공학과　전기전자공학과　광통신공학과　정보통신학과　신재생에너지공학과
토목공학과　건축학과(5년제)　건축공학과　도시계획・부동산학과   국방기술학부

### 문화예술대학
사진영상학과　시각영상디자인학과　산업디자인학과　패션주얼리디자인학과　인테리어디자인학과　의상디자인학과　음악학과　공연예술무도학과  문예창작학과

### 대학원(일반)
- 석사과정

경영학과　회계세무학과　물류유통경영학과 국제통상학과　부동산금융학과　평생교육학과　호텔관광경영학과　경찰학과　법학과　행정학과　신문방송학과　유아교육학과　문헌정보학과　문예창작학과
컴퓨터공학과　전자광통신공학과　정보통신공학과　토목공학과　환경공학과　건축공학과
도시계획부동산학과　건축학과
디자인학과　의상학과　사진학과　음악학과 작업치료학과 정책협상학과
- 박사과정

경영학과 평생교육학과　신문방송학과　유아교육학과　문예창작학과　음악학과　산업디자인학과
관광학과　경찰・사법・행정학과　광정보통신공학과

### 사회복지전문대학원
사회학전공　지역복지전공　사회복지전공　사회정책전공　사회복지정책전공　사회사업방법론전공　사회정책 및 행정전공

### 언론홍보대학원
언론학전공　광고이벤트학전공

## 광주대 풍경

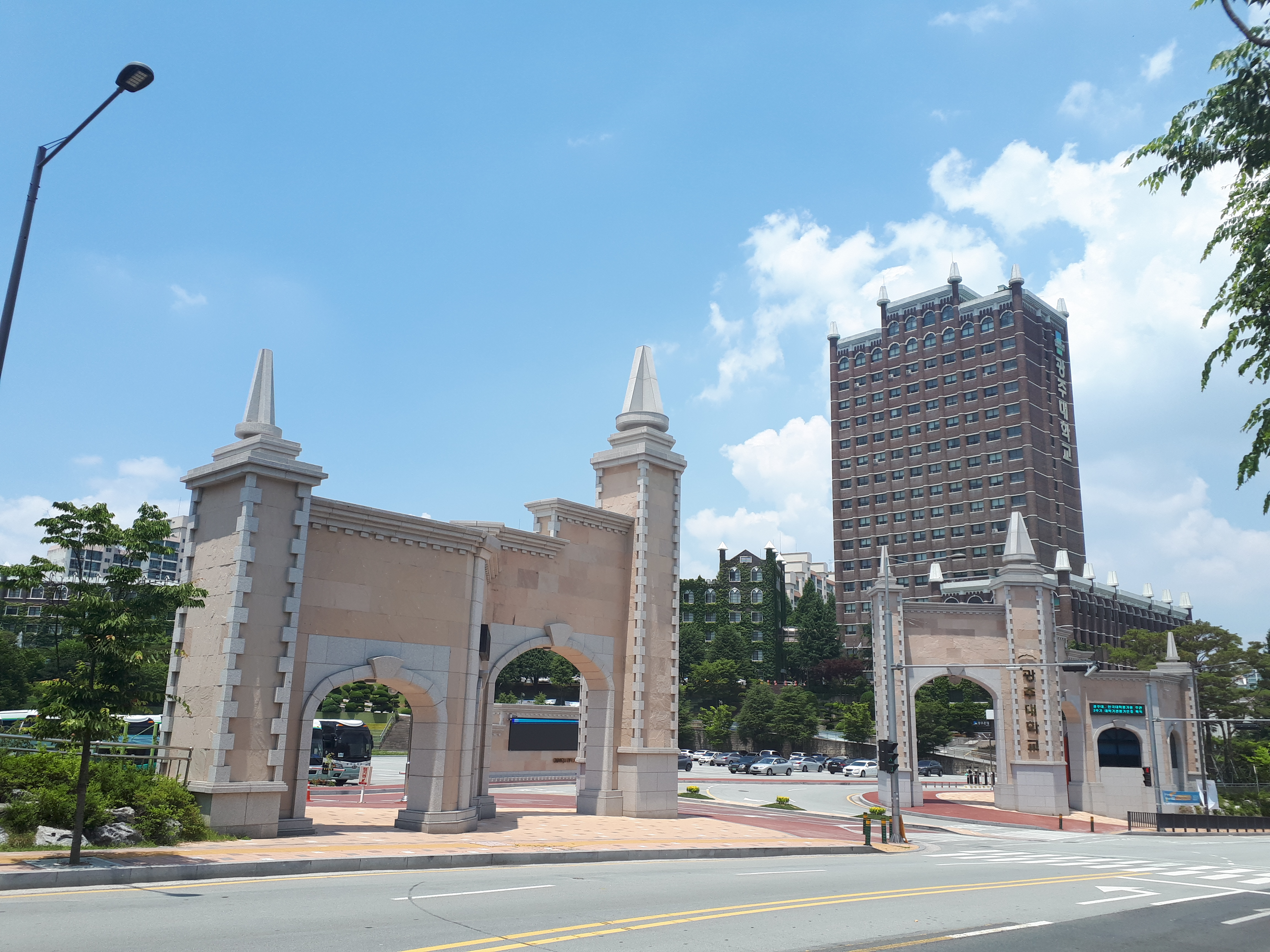
광주대학교 정문
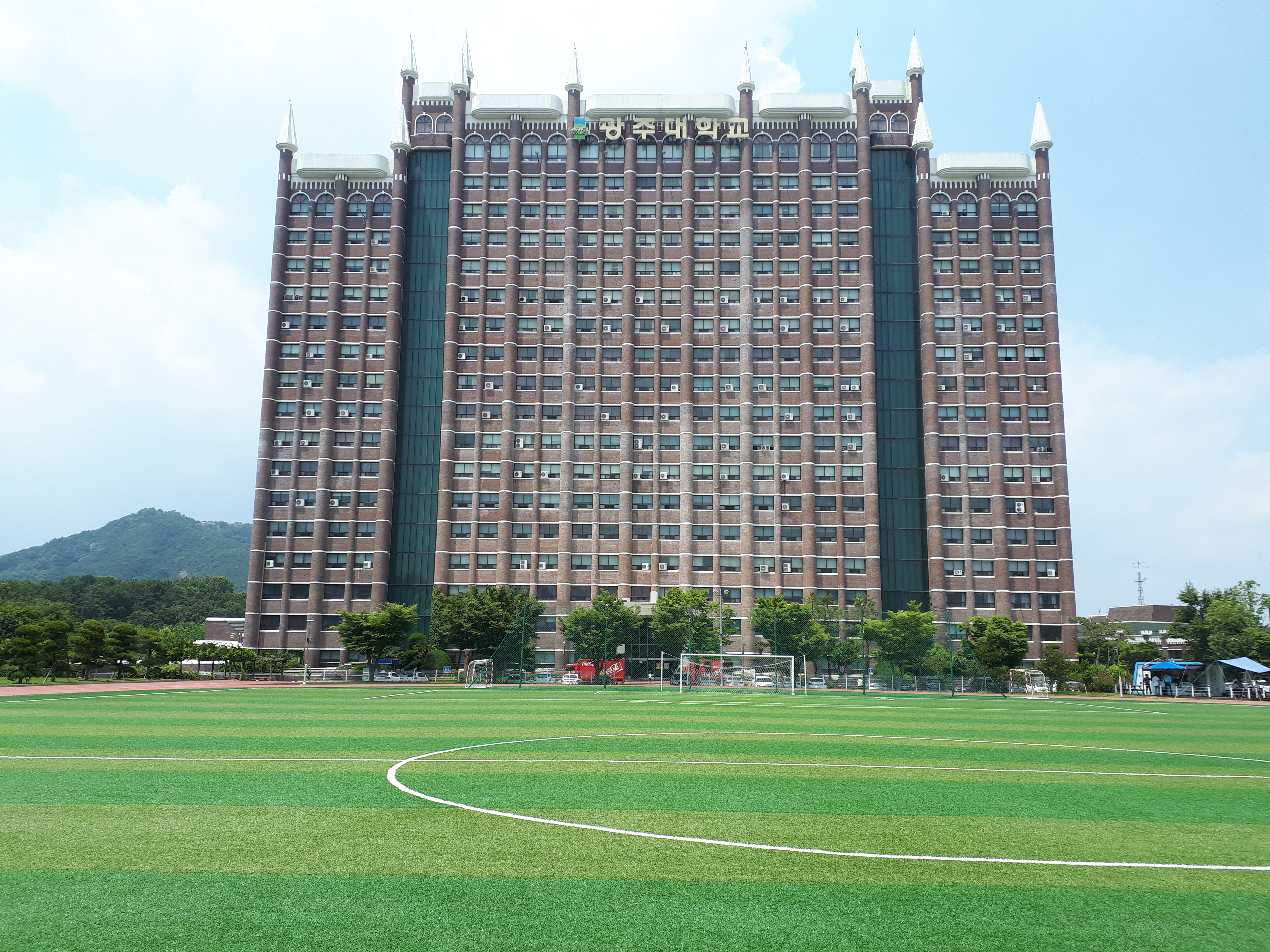
광주대학교 호심관
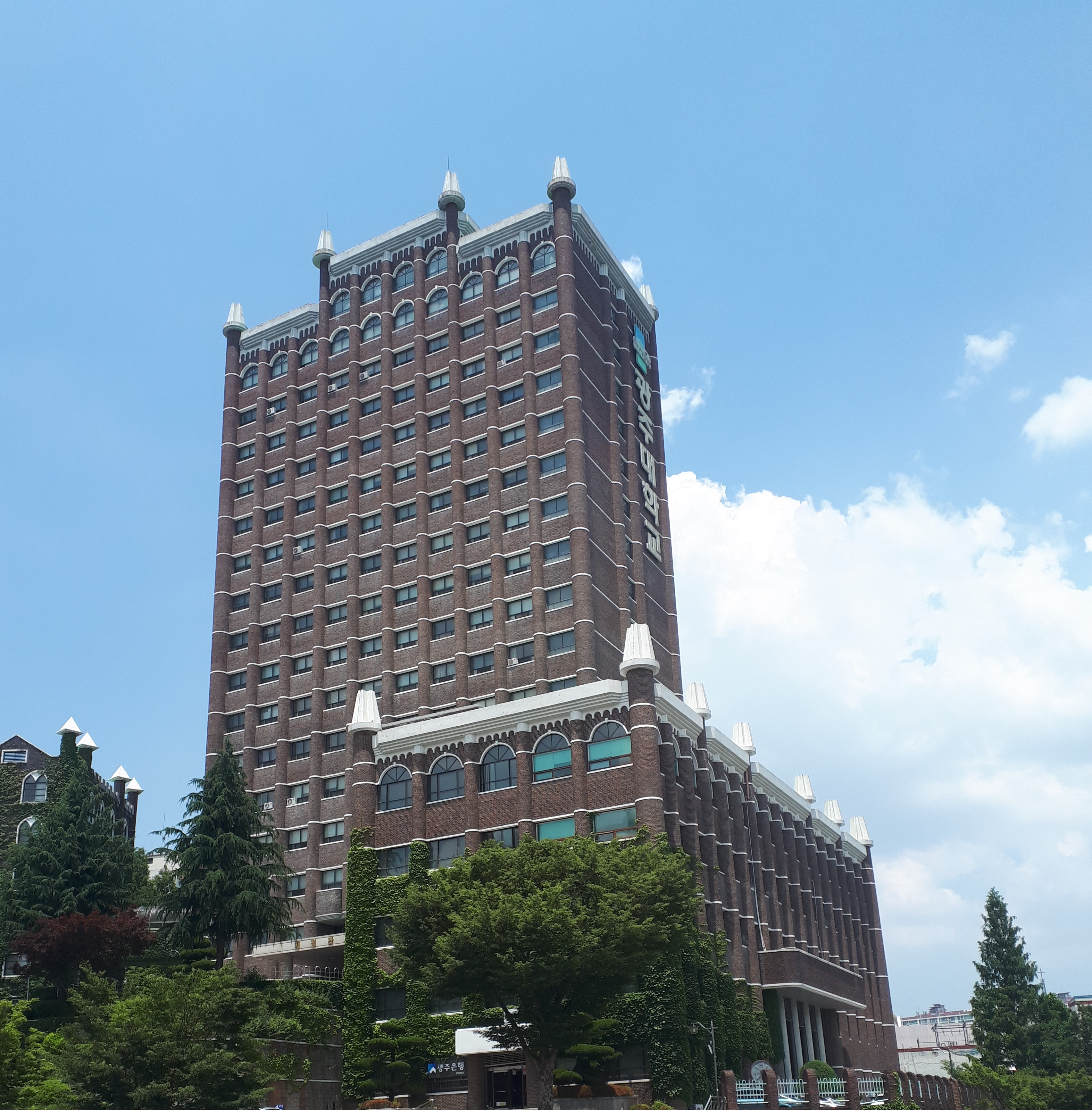
행정관
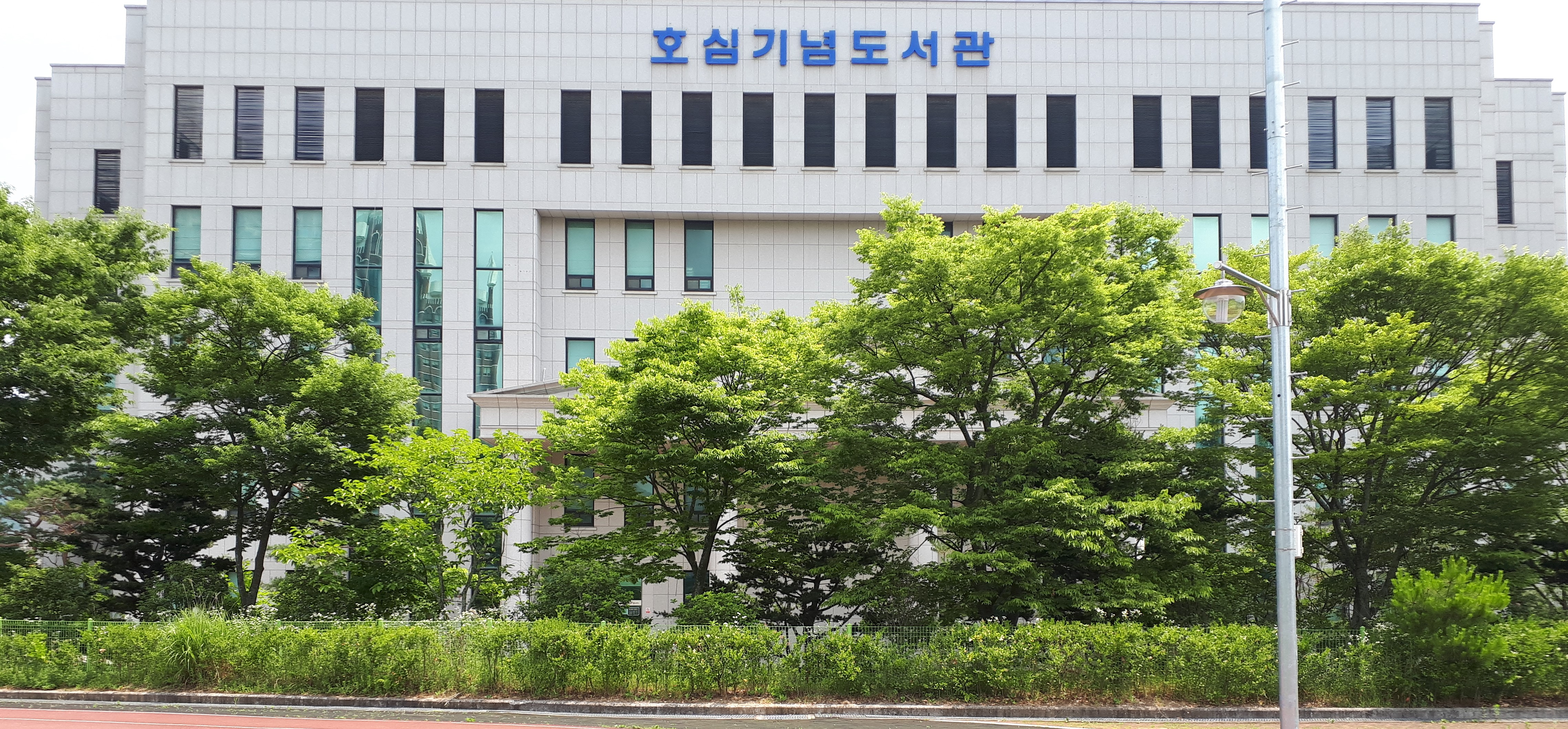
호심기념도서관
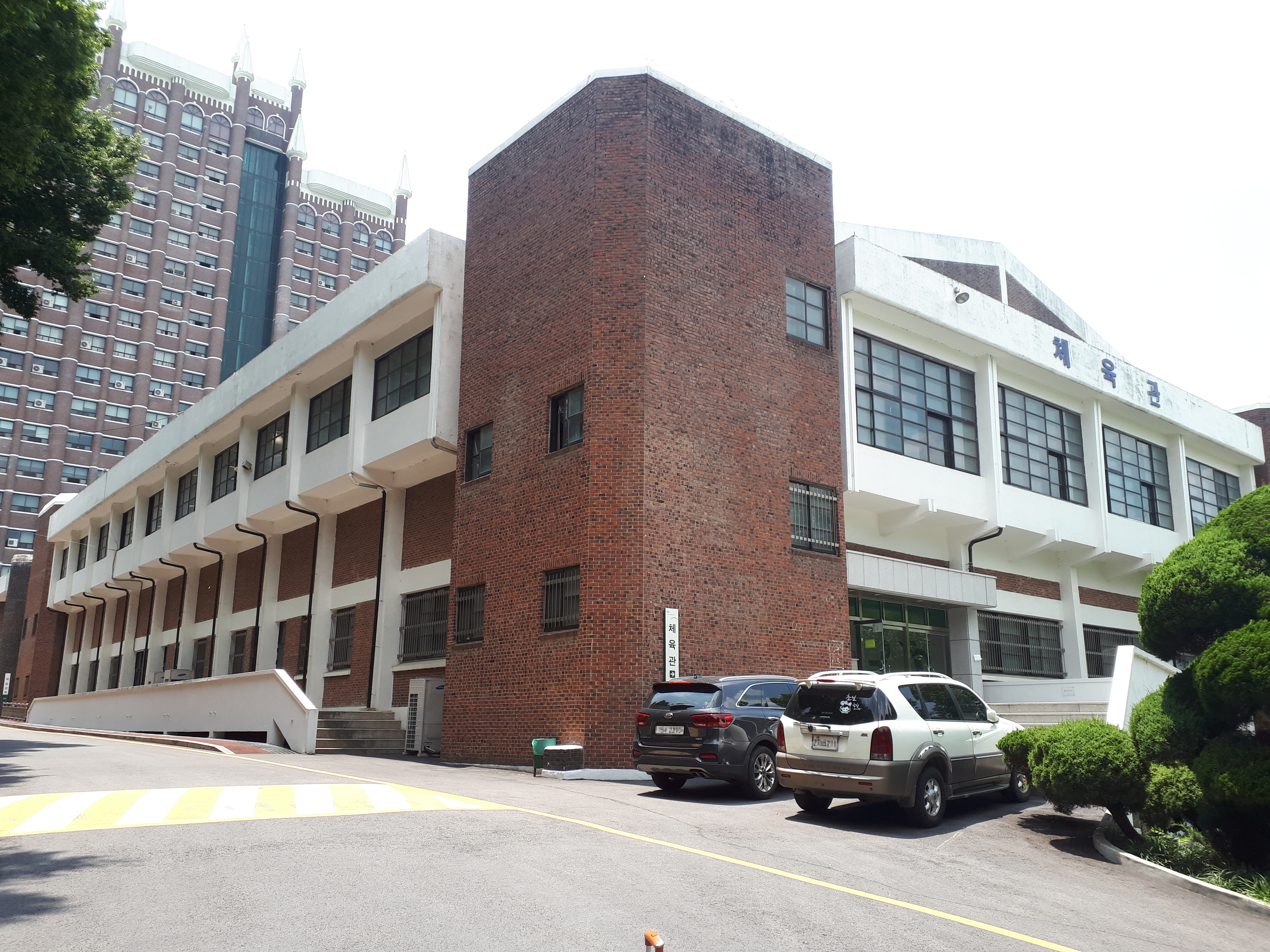
체육관
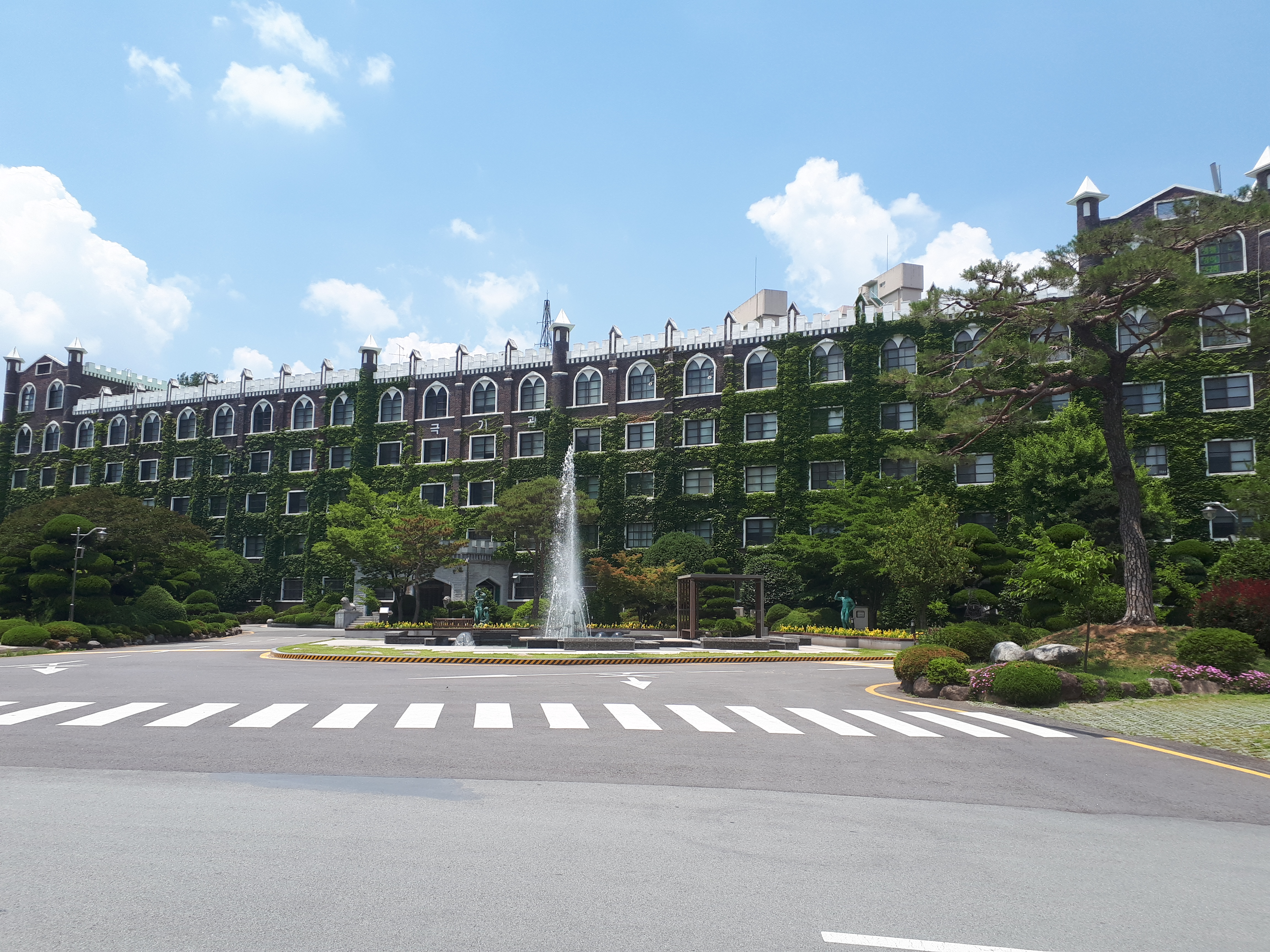
극기관
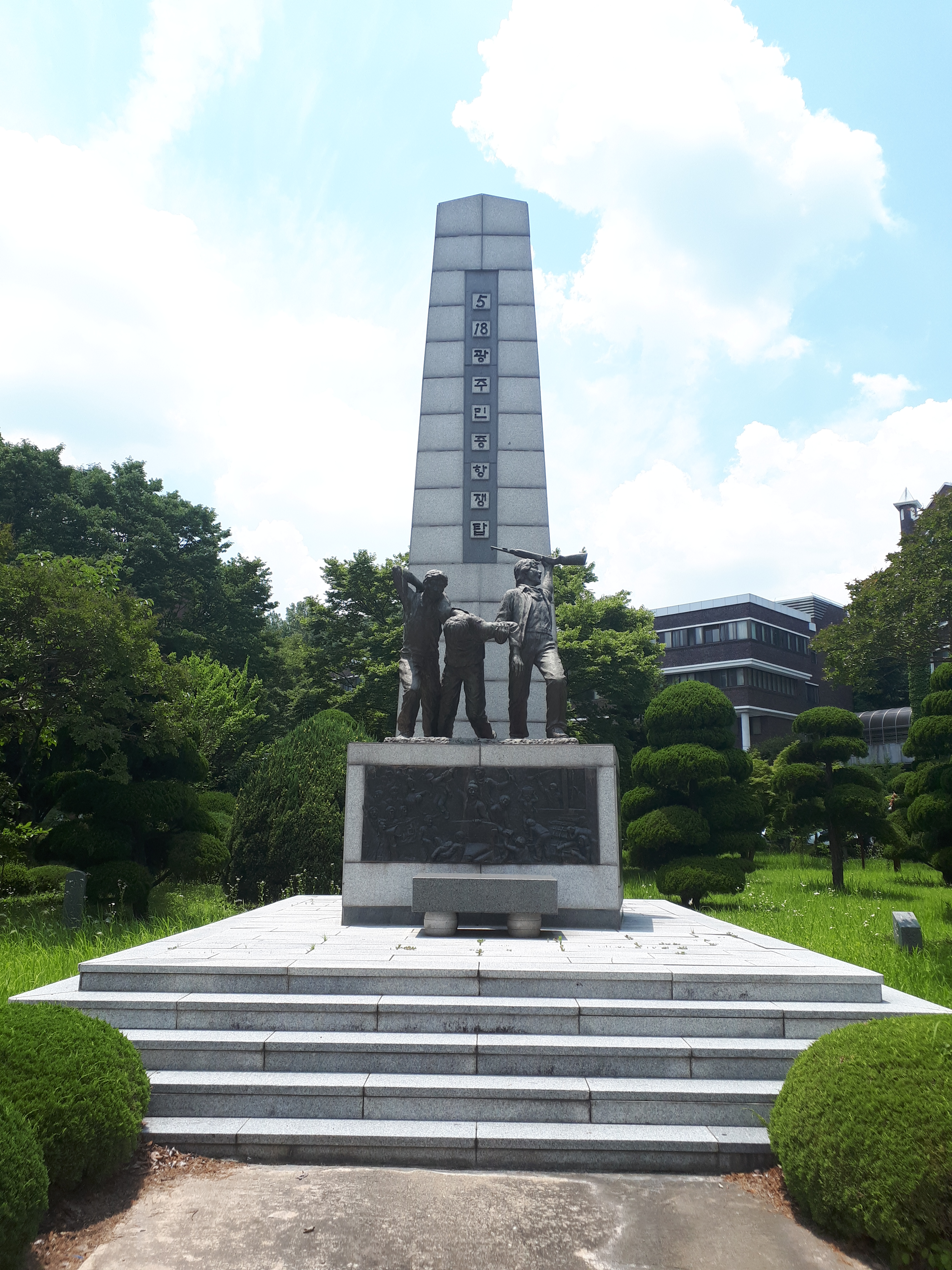
518광주민중항쟁탑
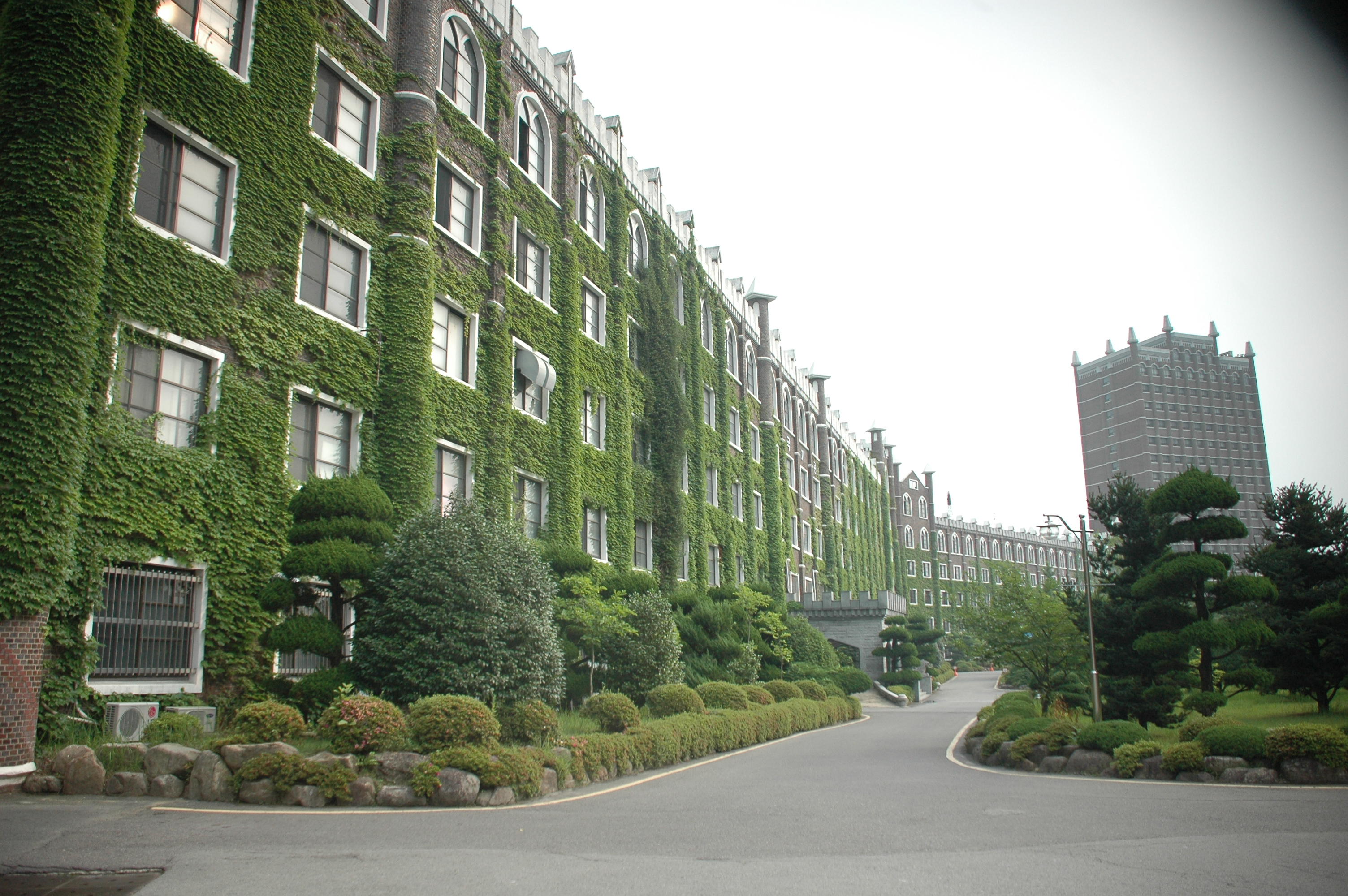
광주대 극기관의 풍경
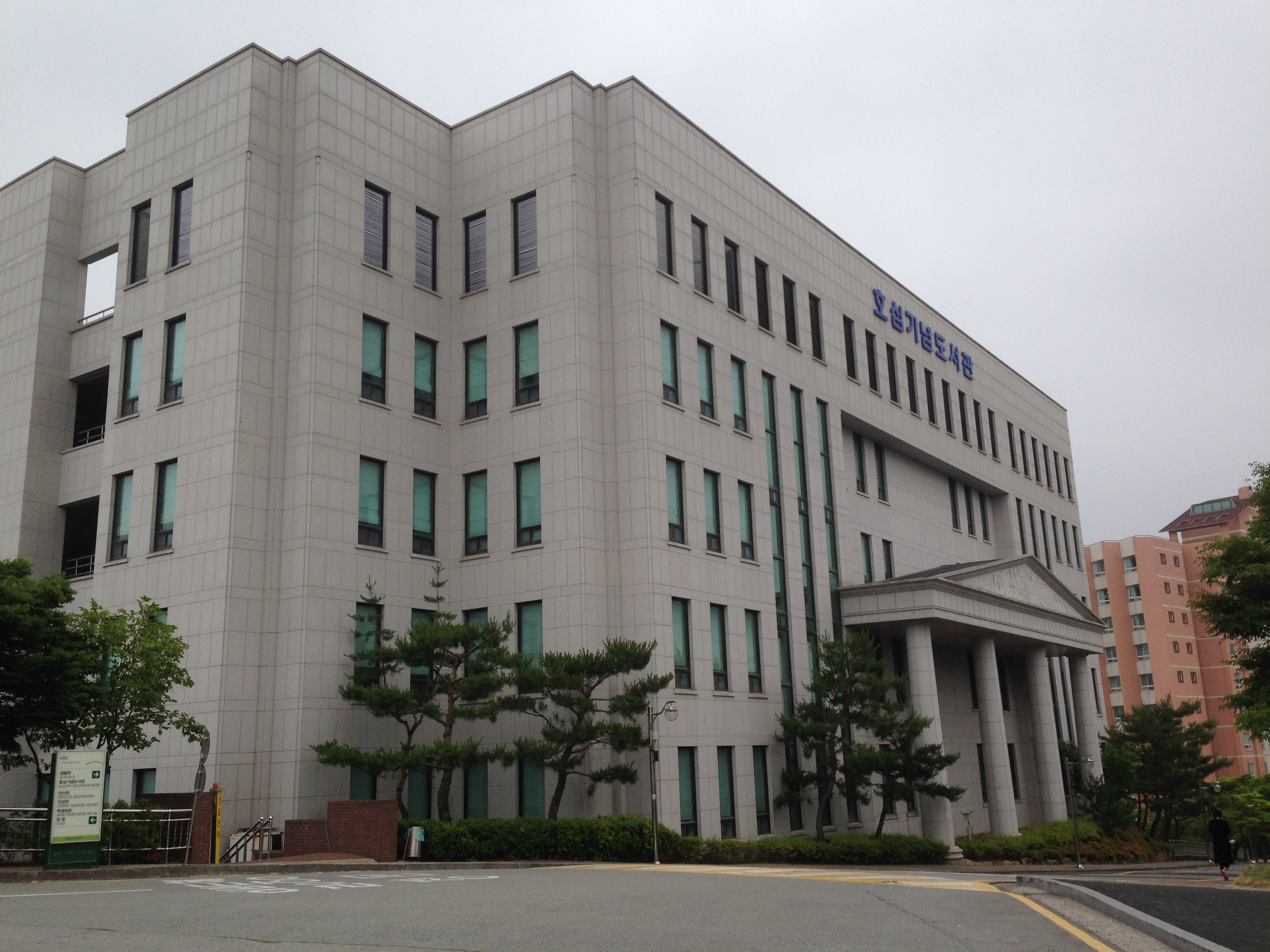
광주대 호심기념도서관
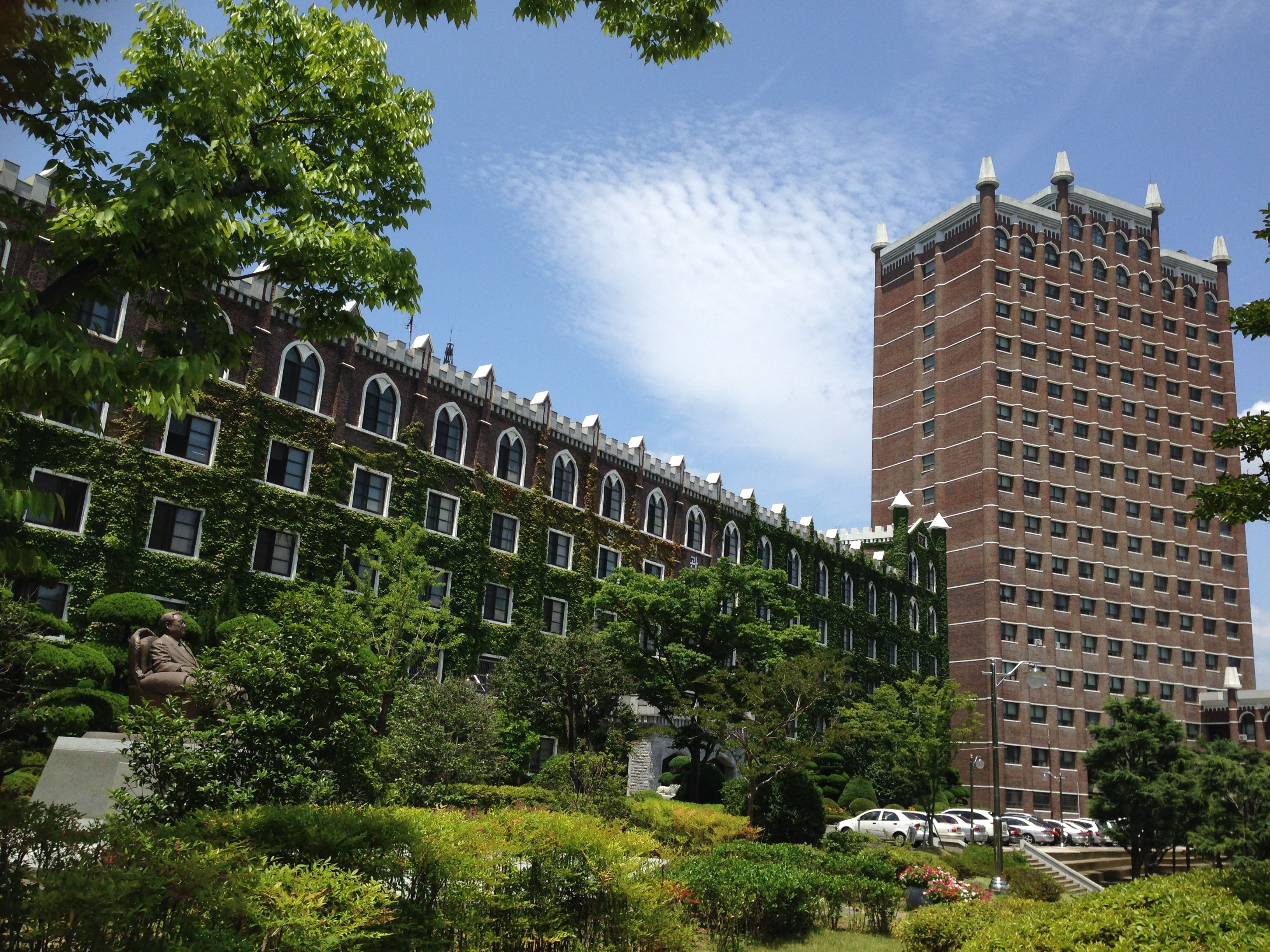
광주대 성실관과 행정관
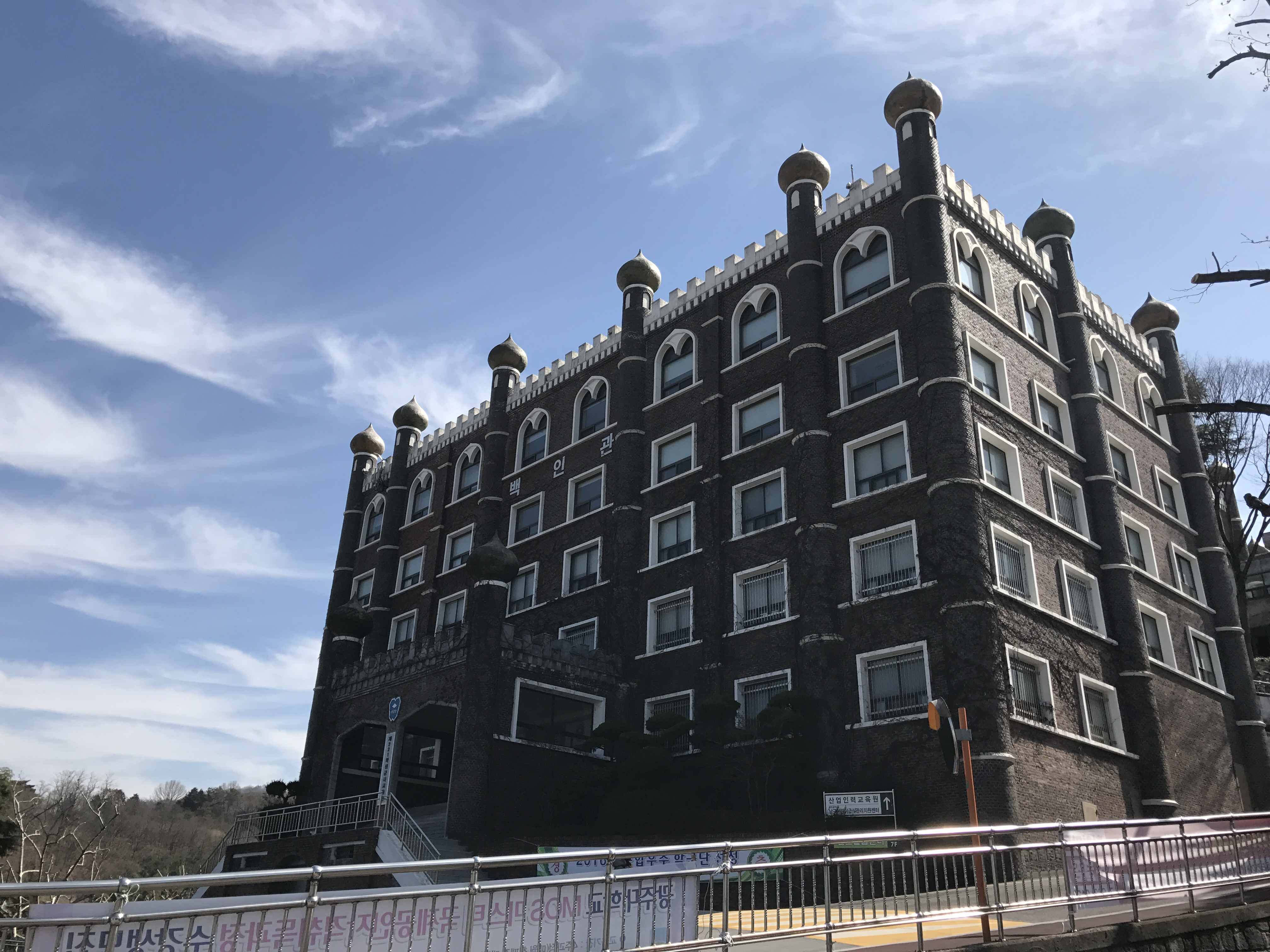
광주대 백인관
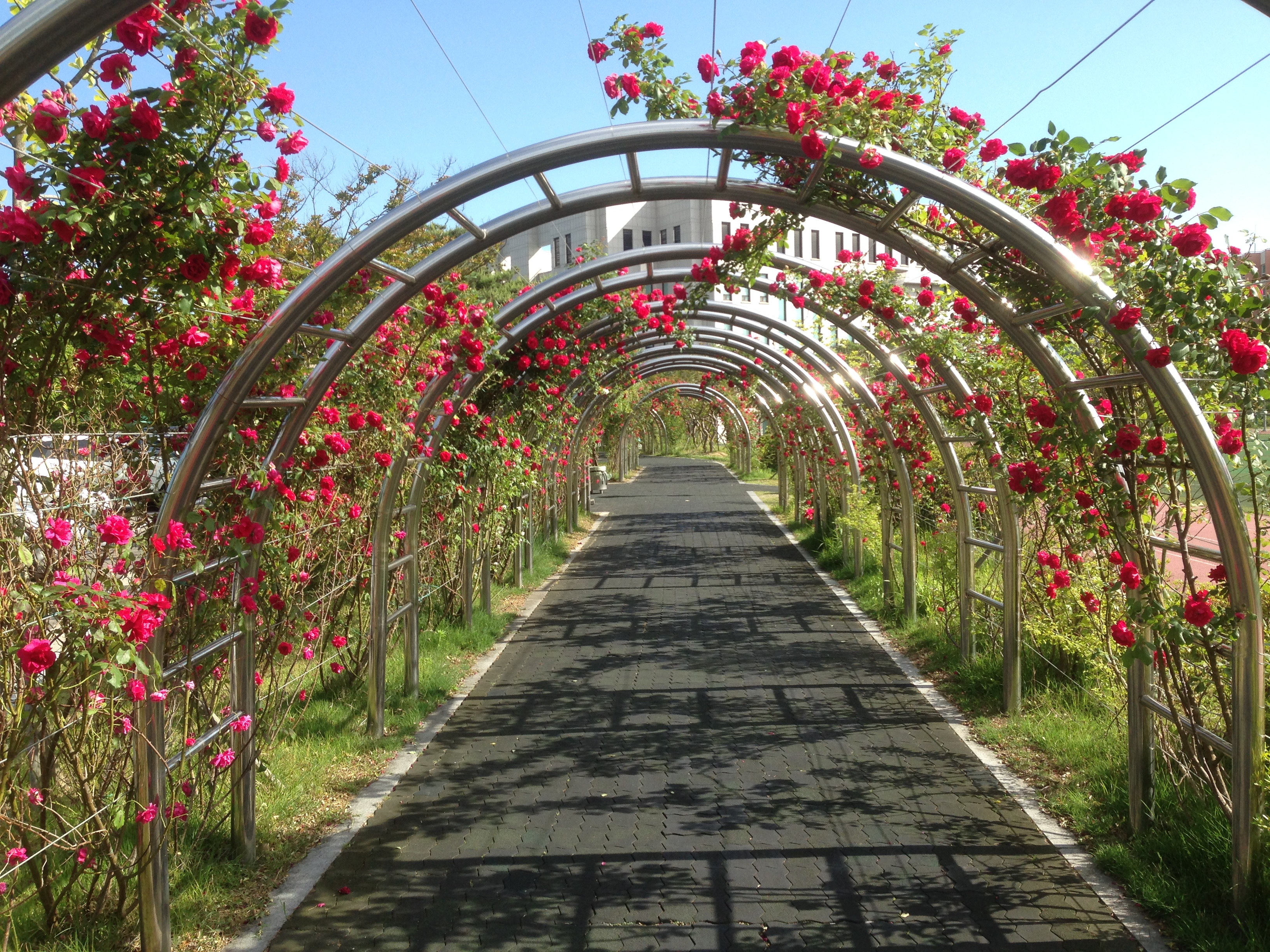
광주대 장미터널
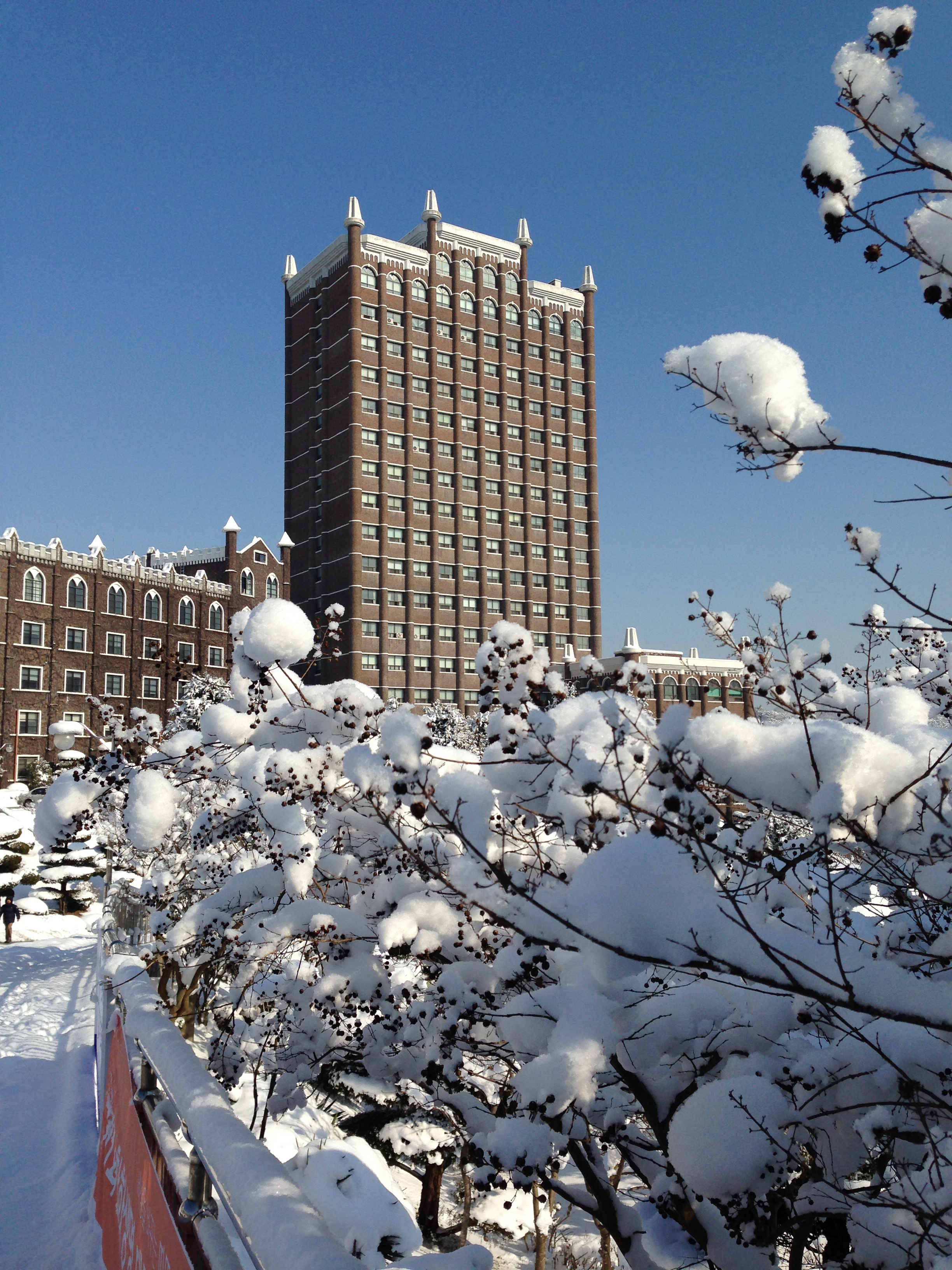
광주대 행정관의 겨울
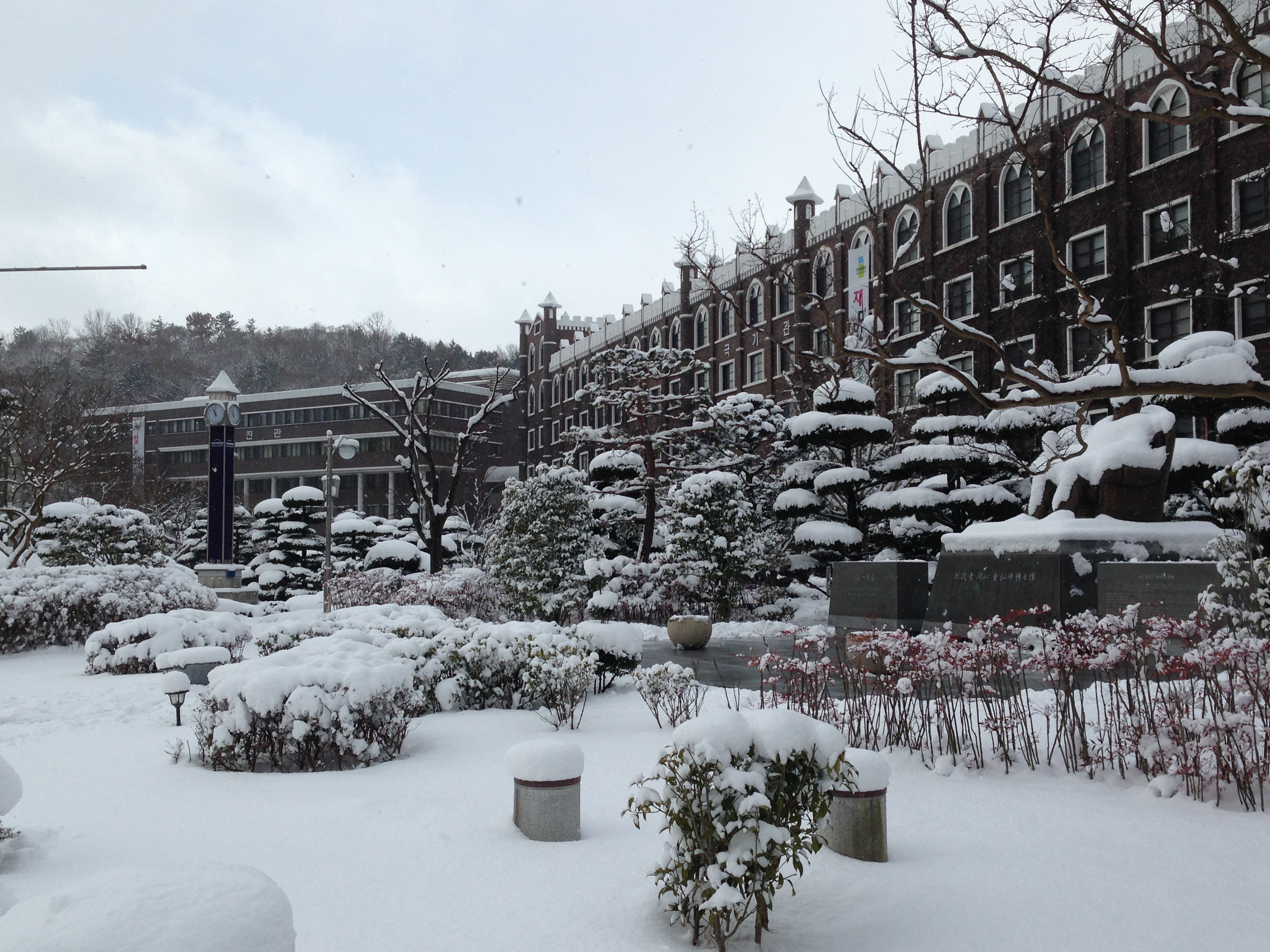
광주대 극기관의 겨울
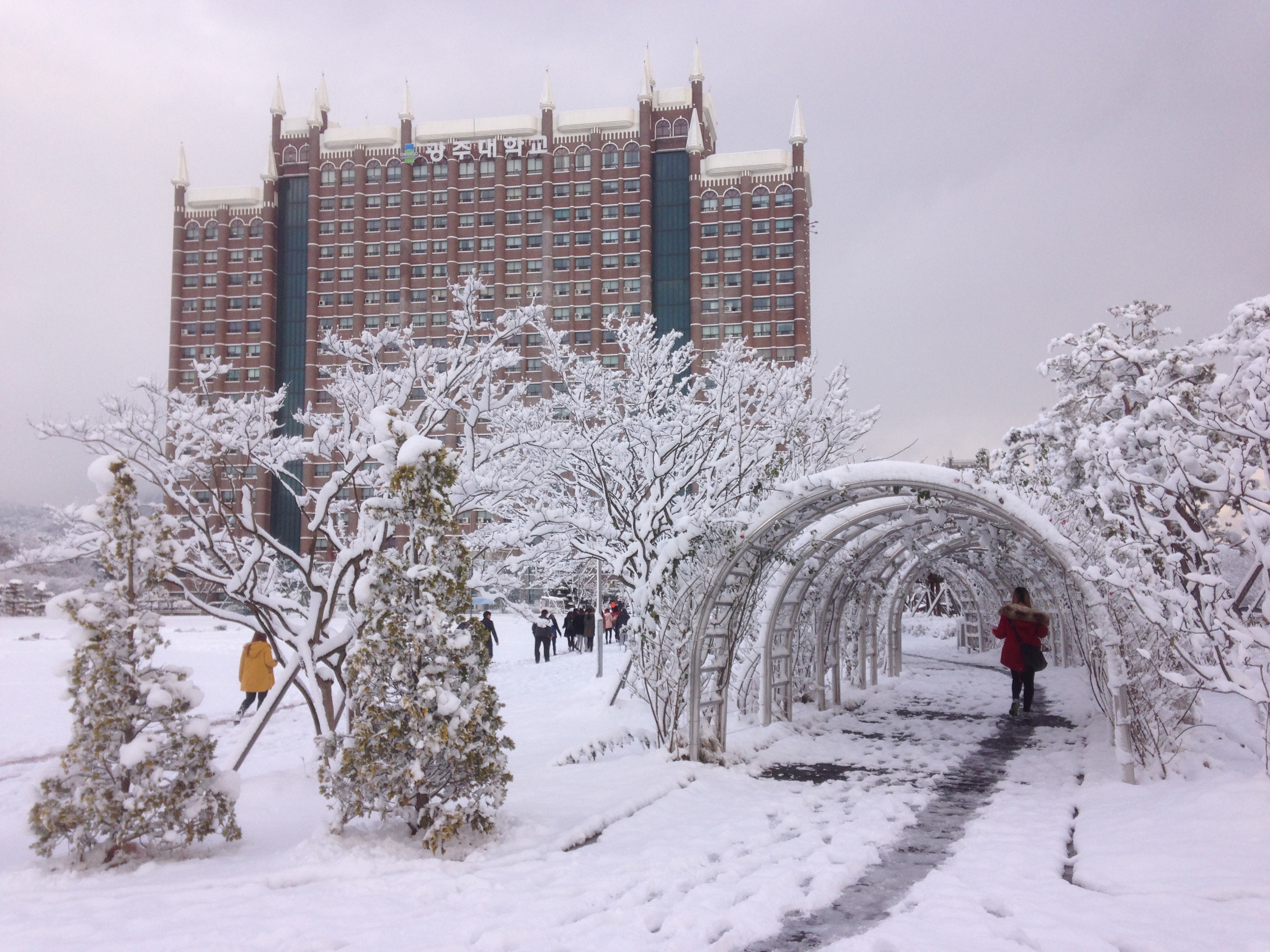
광주대 호심관의 겨울
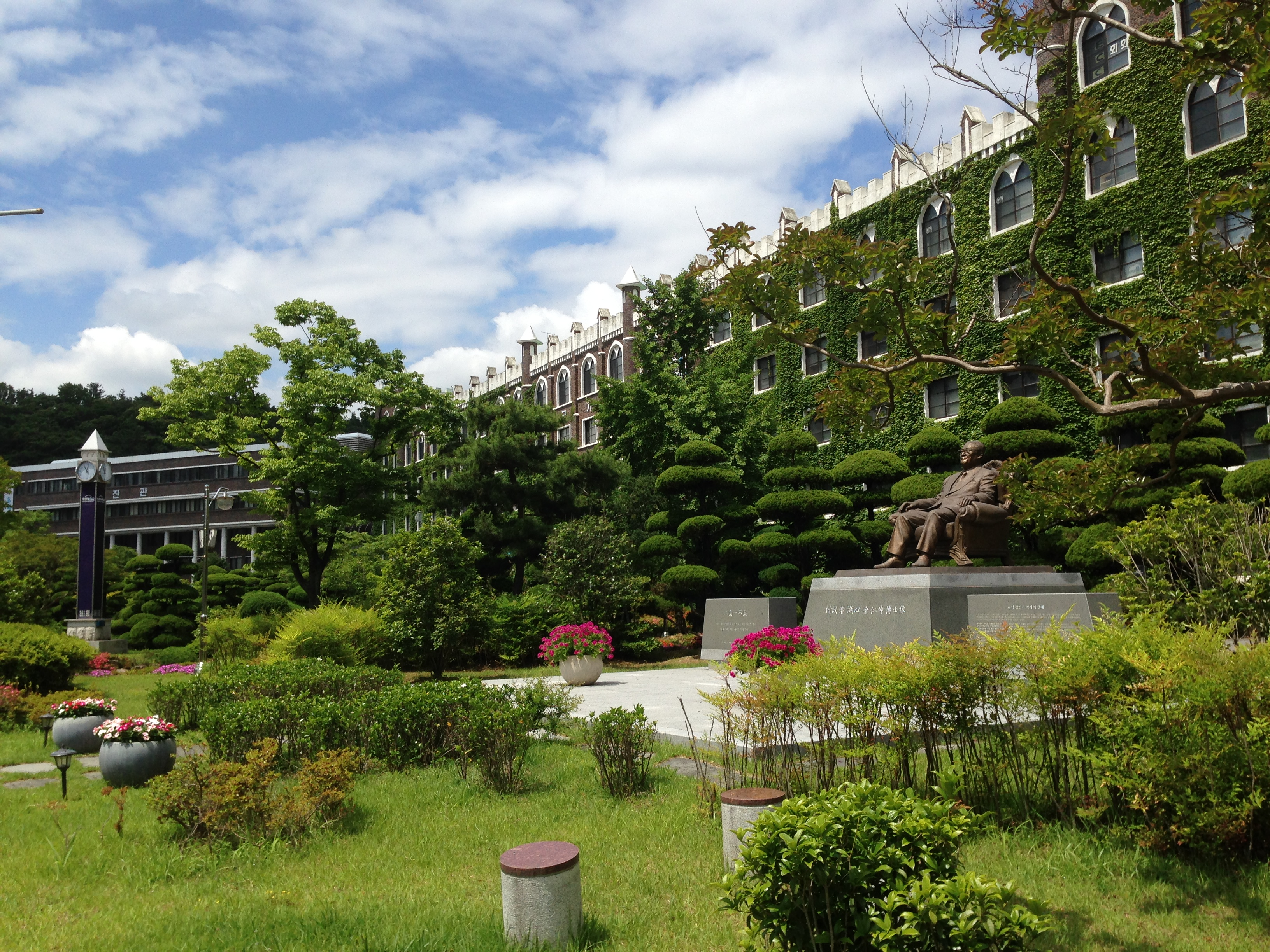
광주대 극기관의 여름
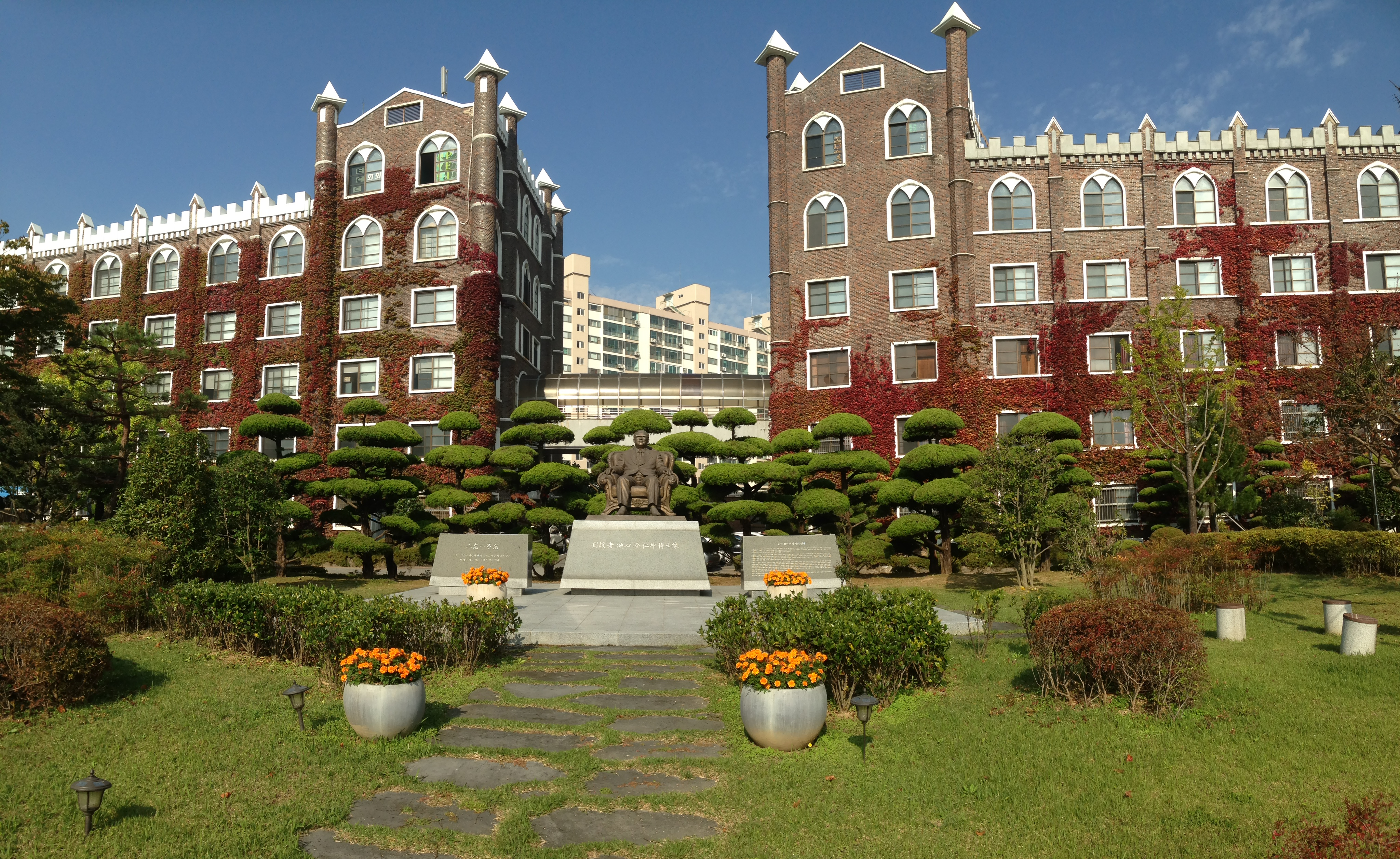
광주대의 가을
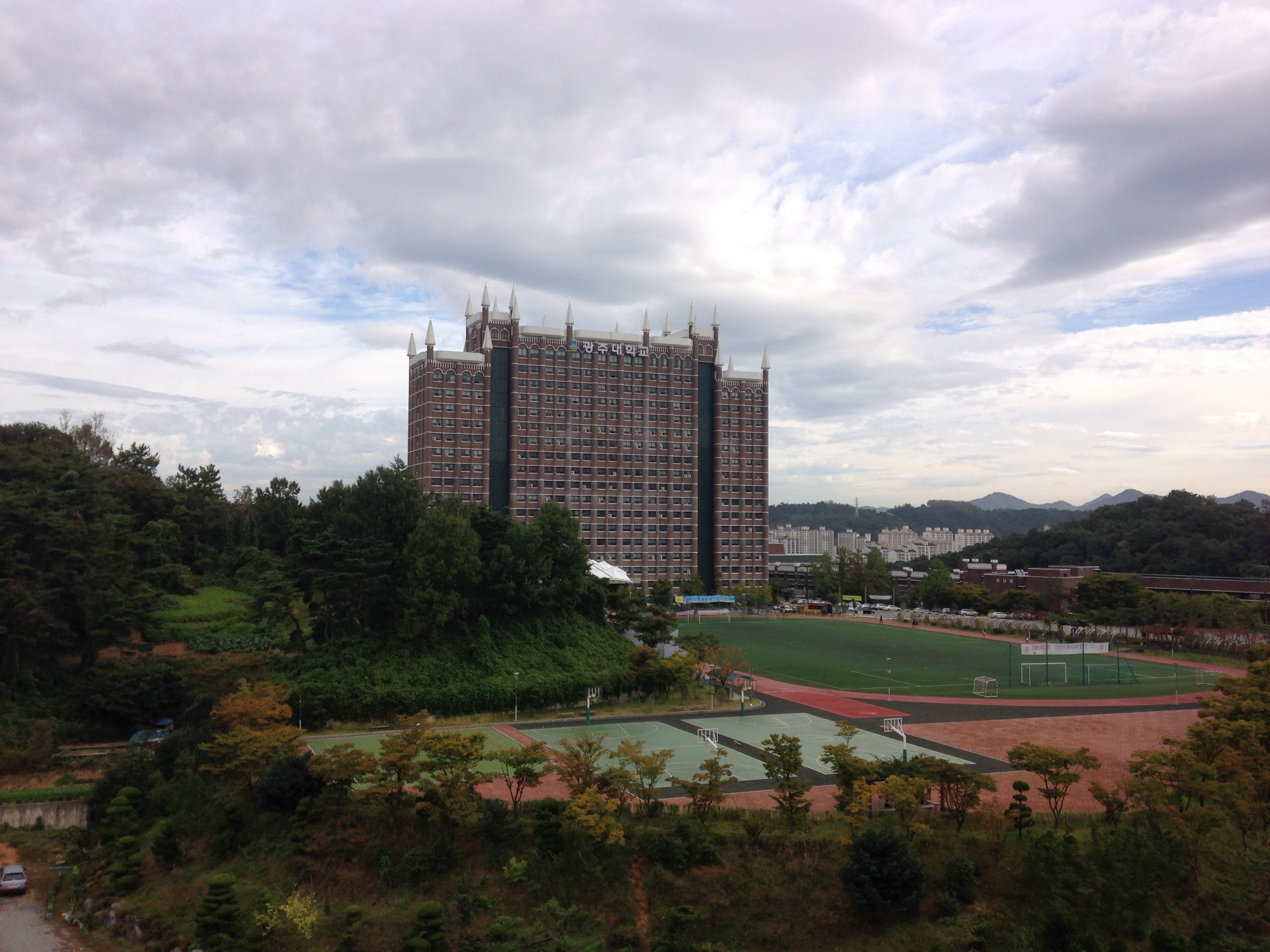
광주대 운동장
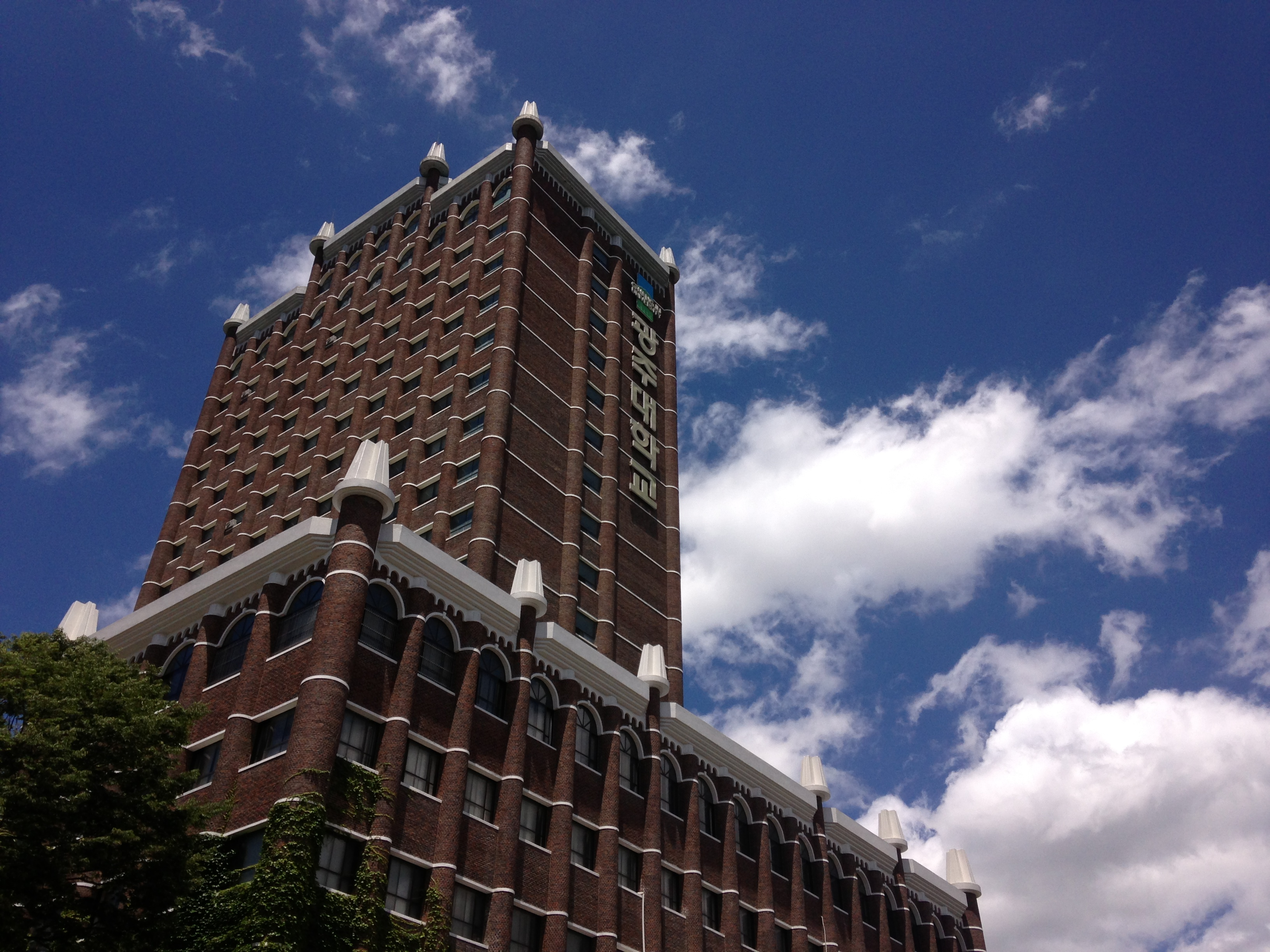
광주대 행정관
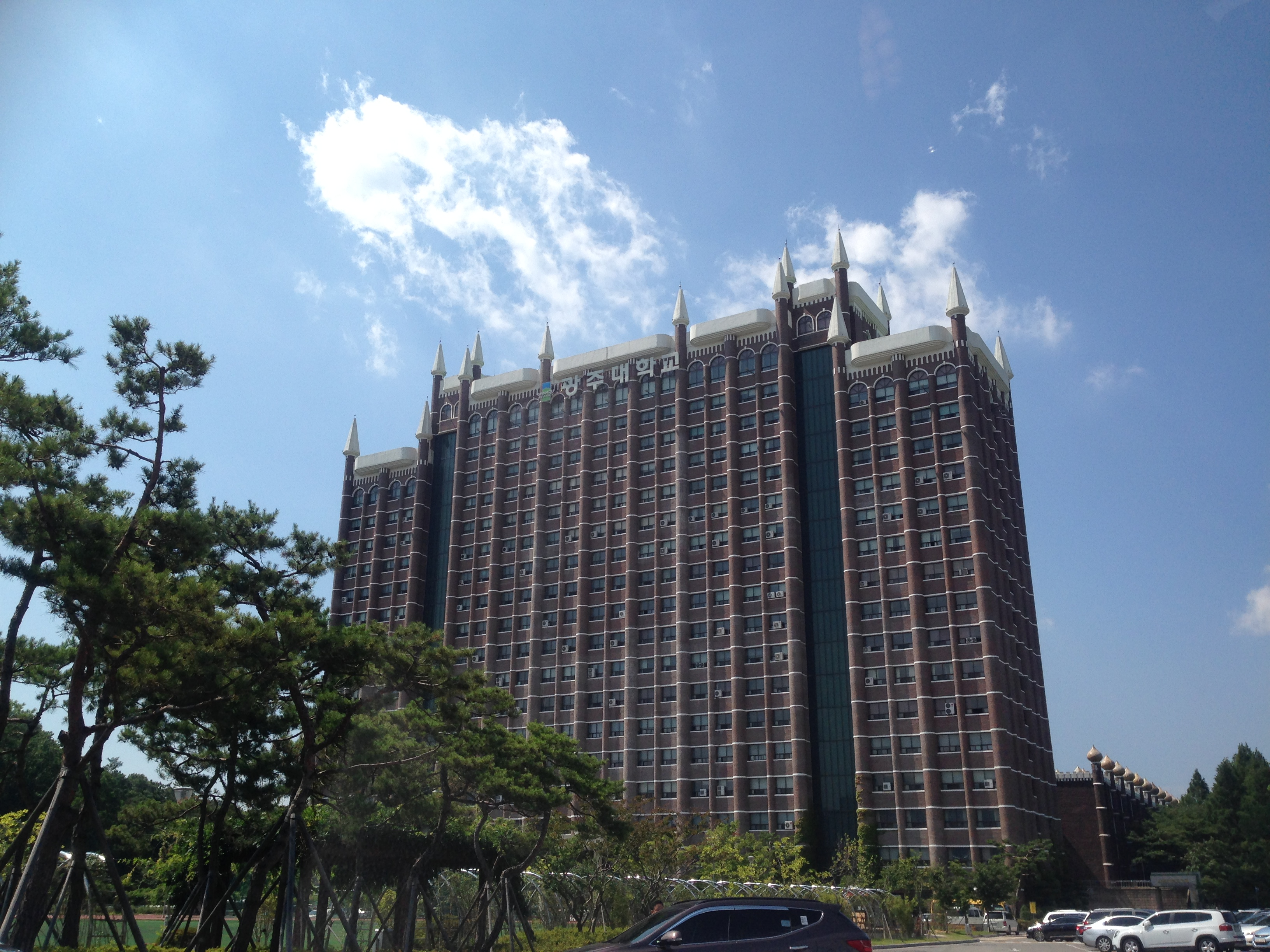
광주대 호심관
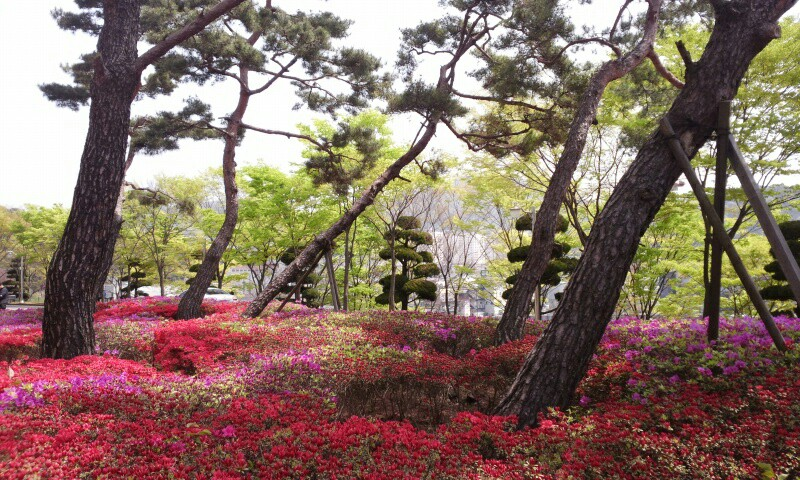
광주대 봄풍경

## 역대 총장
- 초대: 김인곤 (1980년 12월 15일 ~ 1994년 2월 28일)
- 2대: 김란수 (1994년 3월 1일 ~ 1998년 2월 28일)
- 3대: 신극범 (1998년 3월 1일 ~ 2001년 2월 21일)
- 4대: 이재원 (2001년 2월 22일 ~ 2003년 4월 30일)
- 5~9대: 김혁종 (2003년 5월 1일 ~ 2022년 6월 10일[4]) - 김인곤 부친 총장
- 10대: 김동진 (2022년 6월 13일 ~ 현재) - 김혁종 부친 총장